# Jüdischer Friedhof (Zderaz)
Koordinaten: 50° 7′ 40″ N, 13° 33′ 31,4″ O

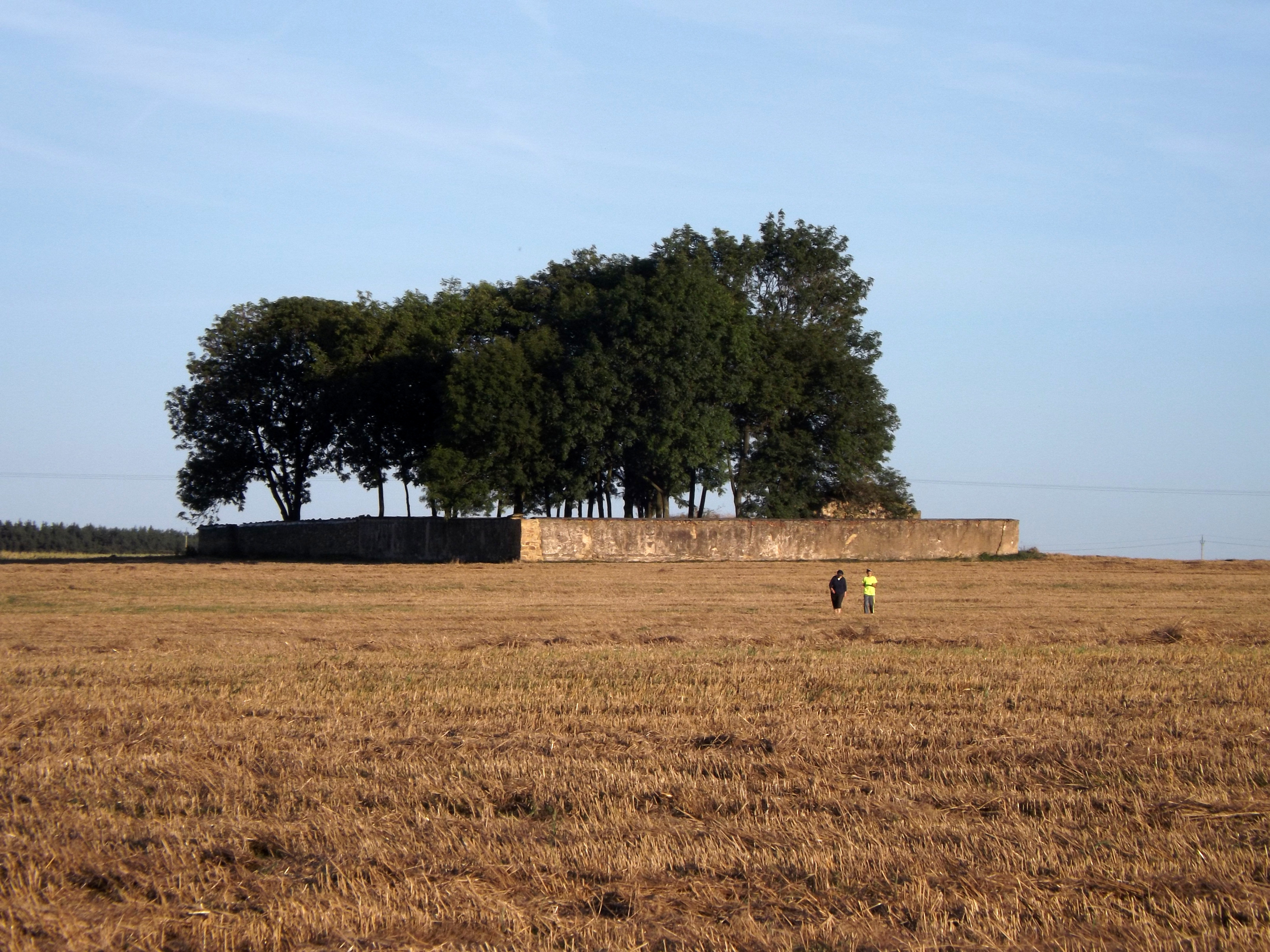
Jüdischer Friedhof in Zderaz

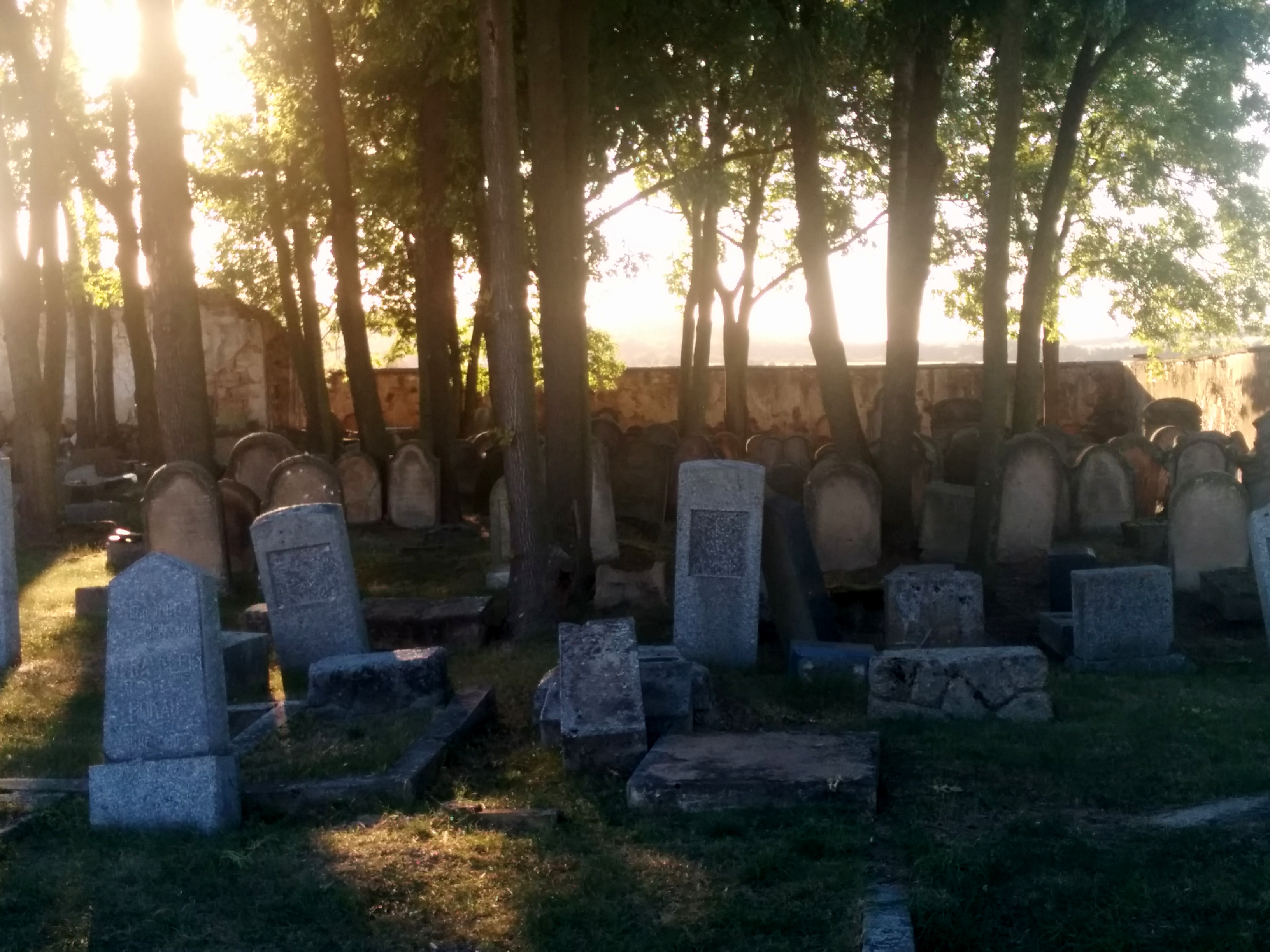
Grabsteine

Der Jüdische Friedhof in Zderaz, einem Ortsteil der tschechischen Gemeinde Kolešovice im Okres Rakovník in der Mittelböhmischen Region, wurde vermutlich im 17. Jahrhundert errichtet.
Der jüdische Friedhof liegt südwestlich des Ortes inmitten von Feldern. Er ist von einer Bruchsteinmauer umgeben.
Auf dem circa 1000 Quadratmeter großen Friedhof sind heute noch mehrere hundert Grabsteine vorhanden, von denen die meisten zerbrochen sind.